# ザ・シークレット・サービス
『ザ・シークレット・サービス』（原題: In the Line of Fire）は、1993年製作のアメリカ映画。
かつてアメリカ合衆国大統領を守ることができなかった老練なシークレットサービス・エージェントと、大統領暗殺を目論む殺し屋との対決を描くサスペンス・アクション・スリラー。主演はクリント・イーストウッド、ジョン・マルコヴィッチ、レネ・ルッソ。

## あらすじ
長年シークレットサービスを務めるベテラン警護官のフランク・ホリガンは、既に老境に差し掛かり、警護職からは離れているものの、今も新人警護官のアル・ダンドゥレアを相棒に現場で捜査官として活躍している。実はフランクは、かつてダラスでのケネディ大統領暗殺事件の際にも現場に配属されていたが1発目の後にとっさに大統領の盾になることができず、メディアのバッシングを受けた過去を持ち、後悔に苛まれて酒に溺れるようになり、妻子も彼の元を去ったという来歴があった。
大統領の再選キャンペーンの最中、大統領暗殺を計画していると思わしき男がいるというアパートの大家からの通報を受けたフランクは、その男が不在の間にその部屋を捜査する。現場には模型雑誌の他に現職大統領の顔写真に印を付けた雑誌やスクラップなどがあり、確かに暗殺を計画していると確信したフランクは2日後に今度は捜査令状を持って部屋に踏み込むが既にもぬけの殻であった。そしてケネディ暗殺現場の写真のスクラップと、そこに写っていたフランクにマーキングしたものだけが残されていた。フランクが帰宅すると、あの部屋の住人だという「ブース」と名乗る男から電話があり、フランクの来歴を調べたことや、自分は確かに大統領暗殺を計画していると予告する。フランクは大統領警護職への復帰を頼み、警護チームの責任者ビル・ワッツは、その年齢を心配するものの、しぶしぶ編入を認める。また、この時、フランクは、若き美人警護官のリリー・レインズと知り合う。
フランクが高齢ながら精力的に警護に努める一方、ブースは逆探知されていることを知りながらも何度もフランクに電話を掛け、ケネディの過去のことなどで挑発しつつ、フランクを「友人」と呼ぶ。やがてブースは油断のあまり、シークレットサービスのオフィスの向かいにあるラファイエット・パークの公衆電話からいつものように挑発を行うも、フランクに見つかってしまう。逃亡には成功するが現場に指紋を残してしまう。フランクはこの指紋をFBIのデータベースに照会依頼するが、ヒットした情報はCIAの機密情報であり、FBIは該当者はいなかったとフランクに嘘の報告を行う。風邪による体調不良にもかかわらずフランクはシカゴでの選挙イベントの任務に着くが、ブースが割った風船の音を銃撃と勘違いして緊急事態を指示してしまい、これによって「暗殺に怯える大統領」の姿がテレビ中継されたことで、ワッツと大統領首席補佐官ハリー・サージェントは激怒し、フランクは警護チームから外されてしまう。
悲嘆に暮れるフランクであったが、アルの調査によって模型雑誌の手掛かりからブースと思わしき人物を見つけ出す。やがてフランクは割り出した彼の自宅に突入するが、そこにいたのはCIAのエージェントであった。彼らよりブースの正体は元CIAの特殊暗殺工作員ミッチ・リアリーであると教えられる。特殊訓練によって暗殺者に鍛えられたミッチは、予算削減の一環として解雇されたことを恨み、大統領暗殺を計画したのだった。後日、いつものようにミッチが挑発の電話を掛けてくるが、今度は逆に知り得た情報からフランクが挑発を行い、ミッチを激怒させる。この隙を突いて、彼がいると思わしきホテルへと急行する。現場から逃げようとしているミッチを発見し、フランクはアルと彼を追うが、途中で建物の屋上から転落しそうになる。ミッチは「ゲーム」を続けるためにフランクを助け出すが、自分を逮捕しようとしたアルを射殺する。
フランクは恋仲になったリリーの口添えで再び大統領の警護チームに復帰し、大統領到着の前日に、ロサンゼルスでのパーティ会場であるホテルの警備を担う。一方、ミッチもまた大統領への高額献金者のビジネスマンに化けてホテルに潜入しており、2人はニアミスする。フランクはここでミッチが計画を実行に移すと確信するあまり、従業員を彼だと疑い拘束した姿がテレビ中継されてしまう。この一件で大統領の指示で再び警護チームを外されたフランクはホテルを後にし、次の任務地に向かうが、その途中でミッチが現場に残した意味不明であったメモの意味に気がつく。そこからフランクはミッチが電話で不用意に漏らした言葉の意味などを結びつけ、既にミッチがパーティの客として紛れ込んでいることに気づき、急いでホテルへと急行する。
大統領が会場に着き、招待客たちに挨拶しようとしている最中、ミッチは客である自分に近づいてくる大統領をジップ・ガンで暗殺しようとしている。到着したフランクは会場に飛び込み、ミッチに気がつく。まさに目の前の大統領をミッチが撃った瞬間、フランクが2人の間に飛び込んで大統領の盾となり、暗殺は失敗する。フランクは防弾チョッキを着ており、致命傷は負わなかったものの、そのままミッチは彼を人質にして展望エレベーターへと乗り込む。ミッチは負けを認めつつ、フランクを殺して自分も死ぬと言う。フランクはミッチと会話をしている振りをしながら、極秘通信機を利用してリリーや狙撃チームに撃つよう指示を出す。狙撃チームの斉射は外れてしまうものの、ミッチが怯んだ隙を突いて2人はもみ合いとなり、そのままミッチはエレベーターから転落しそうになる。フランクは彼を助けようとするが、ミッチはこれを拒否し、そのまま転落死する。
フランクは大統領を救ったことで一躍英雄になるが、「有名になったために警護も潜入捜査も出来なくなった」という理由で警護官を引退する。フランクはリリーを連れて自宅に戻るが、留守電にはミッチからのメッセージが記録されていた。ミッチは死ぬことを覚悟してフランクに別れのメッセージを残していたが、フランクは最後まで聞かずに自宅を出る。フランクはリリーと共にリンカーン記念堂を訪れ、彼女に想いを告げる。

## キャスト
| 役名                     | 俳優                                          | 日本語吹替        | 日本語吹替   |
| 役名                     | 俳優                                          | ソフト版          | テレビ朝日版 |
| ------------------------ | --------------------------------------------- | ----------------- | ------------ |
| フランク・ホリガン       | クリント・イーストウッド                      | 山田康雄          | 野沢那智     |
| ミッチ・リアリー         | ジョン・マルコヴィッチ                        | 金尾哲夫          | 樋浦勉       |
| リリー・レインズ         | レネ・ルッソ                                  | 弥永和子          | 塩田朋子     |
| アル・ダンドゥレア       | ディラン・マクダーモット                      | 鈴置洋孝          | 牛山茂       |
| ビル・ワッツ             | ゲイリー・コール                              | 谷口節            | 納谷六朗     |
| ハリー・サージェント     | フレット・ダルトン・トンプソン                | 藤本譲            | 坂口芳貞     |
| サム・キャンパーナ       | ジョン・マホーニー                            | 石森達幸          | 上田敏也     |
| マット・ワイルダー       | グレッグ・アラン＝ウィリアムス                | 田中正彦          | 郷里大輔     |
| 大統領                   | ジム・カーリー                                | 糸博              | 川久保潔     |
| ジャック・オオクラ       | クライド・クサツ                              | 伊井篤史          | 塩屋浩三     |
| メンドーサ               | トビン・ベル                                  | 田原アルノ        |              |
| パム・マグナス           | パトリカ・ダーボ                              | さとうあい        |              |
| リガー教授               | ジョン・ハード                                |                   |              |
| デヴィッド・コッピンガー | スティーヴ・レイルズバック （クレジットなし） | 有本欽隆          | 有本欽隆     |
| 日本語版スタッフ         |                                               |                   |              |
| 演出                     |                                               | 福永莞爾          | 伊達康将     |
| 翻訳                     | 菊地浩司（日本語字幕）                        | 佐藤一公          | 武満真樹     |
| 調整                     |                                               | 高久孝雄          | 高久孝雄     |
| 効果                     |                                               |                   | リレーション |
| プロデューサー           |                                               | 吉岡美惠子        | 福吉健       |
| 制作担当                 |                                               | 神部宗之 菊地由香 |              |
| 制作                     |                                               | 東北新社          | 東北新社     |

- ソフト版：VHS・DVD・BD収録

その他の出演：坂口哲夫、竹口安芸子、西宏子、小野英昭、増岡弘、伊藤和晃、松本大、小室正幸、相沢まさき、田中敦子
- テレビ朝日版：初回放送1996年10月13日『日曜洋画劇場』21:02～23:24（本編約122分）（スタッフロールを除いた本編ノーカット）
「日曜洋画劇場 30周年記念特別企画」として放送

その他の出演：村松康雄、片岡富枝
※2015年12月2日発売の「吹替洋画劇場」シリーズ「吹替洋画劇場『ザ・シークレット・サービス』デラックス エディション」Blu-rayには本編ディスクとは別に、テレビ朝日版の再放送短尺の吹替を収録した特典ディスクが付属している。(約93分)

## 製作

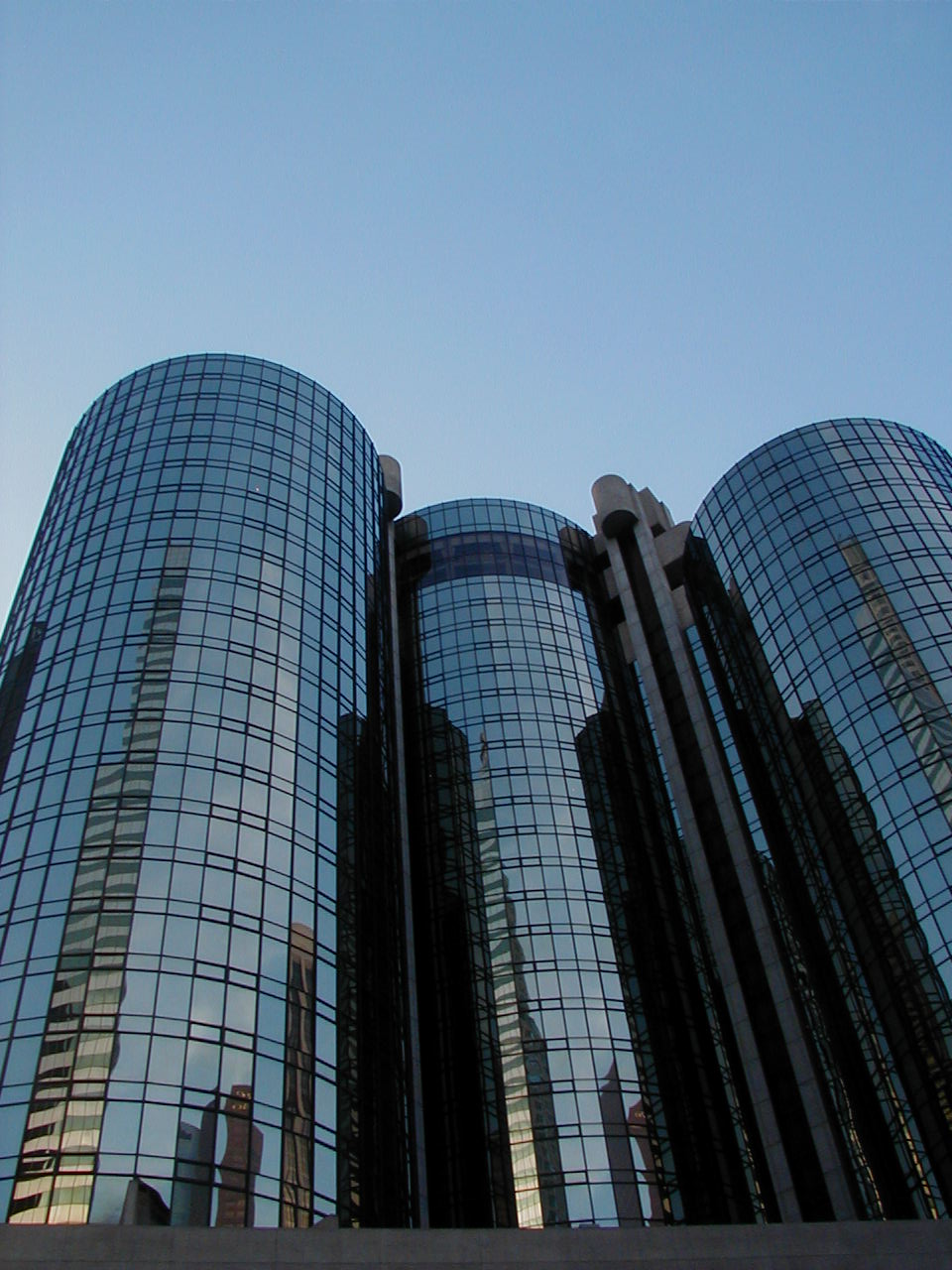
物語終盤の舞台となったWestin Bonaventure Hotel（ロサンゼルス）

プロデューサーのジェフ・アップルは、1980年半ばから本作の構想を練っていた。アップルは幼少のころからケネディ暗殺事件に関するシークレット・サービスの活躍を映画化したいと考えていた。彼は子供のころに出会ったリンドン・ジョンソンと彼を警護する黒スーツ・サングラス・イヤホンを身に付けたシークレット・サービスの姿を鮮明に覚えており、そこから映画化のインスピレーションを得て興味を持っていた。また、その後、思春期の時にジョン・F・ケネディ大統領暗殺をテレビ中継で目撃したことも大きな衝撃となった。1991年にジェフ・マグワイヤーを脚本に迎え、企画が本格的に始まった。1992年4月、キャッスルロックが140万ドルで脚本を買い取った。
当初ミッチ役には、イーストウッドとペーターゼンからロバート・デ・ニーロにオファーがなされていたが、『ブロンクス物語』とのスケジュールの兼ね合いで断られた。
撮影は1992年末にワシントンD.C.で開始された。
ホワイトハウス内のシーンは既存のセットで撮影されたが、エアフォース・ワンの室内セットは25万ドルの費用を投じて新規に作られたものであった。
本作は、ハリウッドにおいてデジタル合成技術が本格的に取り入れられた最初期の作品の一つに当たる。大統領の集会シーンは、ジョージ・H・W・ブッシュとビル・クリントンの両候補の実際の選挙集会を撮影し、2人の演説シーンを後からデジタル加工によって本作で大統領を演じたジム・カーリーの顔に置き換えている。また、若きフランクが登場するケネディ暗殺のシーンでは1960年代のクリント・イーストウッドの映画からトリミングした映像をデジタル加工し、挿入している。ジェフ・アップルがロサンゼルス・タイムズ紙において述べたようにイーストウッドは「世界初のデジタル・ヘアカットを受けた」。
ラリー・キングによるインタビューにおいて、ビル・クリントン大統領は本作を称賛した。しかし、ペーターゼンは、この支持表明が映画の助けになるか害になるか判断がつかず、マーケティングにおいて彼の言葉を引用することはなかった。

## 公開
本作は1993年7月にアメリカ国内で劇場公開された。この作品は予告編がオンラインで公開された最初の作品の一つであった。また、この予告編はAOLで提供され、1週間半で170回もダウンロードされた。

### 興行収入
本作は封切りの週末に1,500万ドルを稼ぎ出した。約4,000万ドルの制作費に対して、最終的に北米で1億200万ドル以上、その他の地域で8,500万ドル以上、全世界で1億873万4,874ドルの興行収入を達成した。

### 批評家
レビュー集計サイト「Rotten Tomatoes」では71件のレビューを基に96%の支持を獲得し、平均評価は7.8/10となっている。同サイトの批評コンセンサスでは「ウォルフガング・ペーターゼン監督の緊迫した演出と、クリント・イーストウッドとジョン・マルコヴィッチのカリスマ的な演技のおかげで、最高のストレート・スリラーになっている」としている 。
Metacriticでは、16人の批評家を基に100点満点中74点の加重平均スコアを獲得しており、「概ね好意的な評価」としている 。
ニューヨーク・タイムズ紙のヴィンセント・キャンビーは「本作はハリウッドが誇りを持ちつつも、実際には極めて稀にしか達成できない、高く、滑らかで、商業的な映画である」と評した。
ロジャー・イーバートは4つ星中3つ星半を与え、「近頃のスリラー映画のほとんどはスタントやアクションばかりだ。しかし、『ザ・シークレット・サービス』にはしっかりとマインドが描かれている」と評した。
ロサンゼルス・タイムズ紙のケネス・トゥーランは、本作を「快活な（crisply）エンターテインメント」と評した。キャスティングを称賛し、「マルコヴィッチの思わせぶりで慎重に考えられた語り口は、イーストウッドのぶっきらぼうでストレートな言い回しの理想的な引き立て役だ」と述べ、イーストウッドについて「この映画のすべての部分がイーストウッドの存在に大きく依存しているため、他の誰かが主役を演じた場合の想像がつかない」と評している。

### 栄誉
| 賞                           | 部門                 | 対象                   | 結果       |
| ---------------------------- | -------------------- | ---------------------- | ---------- |
| 第66回アカデミー賞           | 助演男優賞           | ジョン・マルコヴィッチ | ノミネート |
| 第66回アカデミー賞           | 編集賞               | アン・V・コーツ        | ノミネート |
| 第66回アカデミー賞           | 脚本賞               | ジェフ・マグワイヤー   | ノミネート |
| ASCAPアワード                | Top Box Office Films | エンニオ・モリコーネ   | 受賞       |
| 英国映画テレビ芸術アカデミー | 助演男優賞           | ジョン・マルコヴィッチ | ノミネート |
| 英国映画テレビ芸術アカデミー | 編集賞               | アン・V・コーツ        | ノミネート |
| 英国映画テレビ芸術アカデミー | 脚本賞               | ジェフ・マグワイヤー   | ノミネート |
| シカゴ映画批評家協会         | 助演男優賞           | ジョン・マルコヴィッチ | ノミネート |
| ゴールデングローブ賞         | 助演男優賞           | ジョン・マルコヴィッチ | ノミネート |
| MTVムービー・アワード        | 最優秀悪役賞         | ジョン・マルコヴィッチ | ノミネート |